# Raigarh
Raigarh är en stad i den indiska delstaten Chhattisgarh, och är huvudort i ett distrikt med samma namn. Folkmängden uppgick till 137 126 invånare vid folkräkningen 2011, med förorter 150 019 invånare. Raigarh var förr huvudort för ett furstendöme (Furstendömet Raigarh), beläget i de brittisk-indiska Centralprovinserna.